# 小行星1829
小行星1829（1829 Dawson）是一颗绕太阳运转的小行星，为主小行星带小行星。该小行星于1967年5月6日发现。
該小行星以阿根廷天文學家伯恩哈德·道森命名。

## 轨道参数
小行星1829的轨道半长轴为2.2508977 UA，离心率为0.121。